# Tom Rothe
Tom Alexander Rothe (sinh ngày 29 tháng 10 năm 2004) là một cầu thủ bóng đá chuyên nghiệp người Đức thi đấu ở vị trí hậu vệ cho câu lạc bộ Borussia Dortmund tại Bundesliga.